# Squash-Mannschaftsweltmeisterschaft der Frauen 1981
Die 2. Mannschafts-Weltmeisterschaft der Frauen (englisch 1981 Women’s World Team Squash Championships) fand vom 25. Oktober bis 2. November 1981 in Toronto, Kanada, statt.
Insgesamt nahmen 14 Mannschaften teil, acht mehr als noch bei der Erstaustragung zwei Jahre zuvor. Die britische Mannschaft nahm als solche nicht mehr teil, die einzelnen Nationen traten separat an. England, Wales und Schottland gaben damit ihr Debüt. Des Weiteren nahmen Neuseeland, Simbabwe, Kenia, Nigeria, die Niederlande und die Bundesrepublik Deutschland an ihrer ersten Weltmeisterschaft teil.
Australien gewann mit einem 2:1-Finalsieg gegen England seinen ersten WM-Titel, die Plätze drei und vier wurden von den Neulingen Neuseeland und Schottland belegt. Die deutsche Mannschaft schloss das Turnier auf Rang 13 ab.

## Modus
Alle Mannschaften bestanden aus mindestens drei und höchstens vier Spielern, die in der Reihenfolge ihrer Spielstärke gemeldet werden mussten. Pro Begegnung wurden drei Einzelpartien bestritten. Eine Mannschaft hatte gewonnen, wenn ihre Spieler zwei der Einzelpartien gewinnen konnten. Die Spielreihenfolge der einzelnen Partien war unabhängig von der Meldereihenfolge der Spieler.

## Ergebnisse

### Vorrunde

#### Gruppe A
| Rang | Land                                              | Sp. | S | N | Sp.-Diff. | Punkte |
| ---- | ------------------------------------------------- | --- | - | - | --------- | ------ |
| 1    | England (Cogswell, Smith, Opie)                   | 6   | 6 | 0 | 18:0      | 12     |
| 2    | Neuseeland (Devoy, Blackwood, Owen)               | 6   | 5 | 1 | 15:3      | 10     |
| 3    | Wales (Murray, Washer, Rees)                      | 6   | 4 | 2 | 11:7      | 8      |
| 4    | Kanada (Ballantyne, Taylor, Paton)                | 6   | 3 | 3 | 10:8      | 6      |
| 5    | Kenia (Marshall, Paul)                            | 6   | 2 | 4 | 4:14      | 4      |
| 6    | Vereinigte Staaten (Greenberg, Weymuller, Porter) | 6   | 1 | 5 | 3:15      | 2      |
| 7    | Deutschland (Thomalla, Hammerschmid, Werner)      | 6   | 0 | 6 | 2:16      | 0      |

| England            | – | Vereinigte Staaten | 3:0 |
| Kenia              | – | Deutschland        | 2:1 |
| Wales              | – | Kanada             | 2:1 |
| Vereinigte Staaten | – | Deutschland        | 2:1 |
| Neuseeland         | – | Wales              | 3:0 |
| England            | – | Kanada             | 3:0 |
| Neuseeland         | – | Deutschland        | 3:0 |

| England    | – | Wales              | 3:0 |
| Kanada     | – | Kenia              | 3:0 |
| England    | – | Deutschland        | 3:0 |
| Kanada     | – | Deutschland        | 3:0 |
| England    | – | Kenia              | 3:0 |
| Neuseeland | – | Vereinigte Staaten | 3:0 |
| Wales      | – | Deutschland        | 3:0 |

| Wales      | – | Deutschland        | 3:0 |
| Neuseeland | – | Kanada             | 3:0 |
| Kenia      | – | Vereinigte Staaten | 2:1 |
| Kanada     | – | Vereinigte Staaten | 3:0 |
| Wales      | – | Kenia              | 3:0 |
| England    | – | Neuseeland         | 3:0 |
| Wales      | – | Vereinigte Staaten | 3:0 |

#### Gruppe B
| Rang | Land                                             | Sp. | S | N | Sp.-Diff. | Punkte |
| ---- | ------------------------------------------------ | --- | - | - | --------- | ------ |
| 1    | Australien (Thorne, Hoffman, Oldfield, Anderson) | 6   | 6 | 0 | 18:0      | 12     |
| 2    | Schottland (Wallace, Lynch, Bostock)             | 6   | 5 | 1 | 14:4      | 10     |
| 3    | Irland (Barniville, Armstrong, Sheppard)         | 6   | 4 | 2 | 13:5      | 8      |
| 4    | Simbabwe (Winchester, Bromehead, Stuart)         | 6   | 3 | 3 | 7:11      | 6      |
| 5    | Schweden (Samuelsson, Lundqvist)                 | 6   | 2 | 4 | 7:11      | 4      |
| 6    | Niederlande (de Laive, Zeevenhoven, Gysberg)     | 6   | 1 | 5 | 4:14      | 2      |
| 7    | Nigeria (Tikili, Adebanwo, Onoyem)               | 6   | 0 | 6 | 0:18      | 0      |

| Niederlande | – | Nigeria    | 3:0 |
| Australien  | – | Simbabwe   | 3:0 |
| Schottland  | – | Schweden   | 3:0 |
| Irland      | – | Schweden   | 3:0 |
| Simbabwe    | – | Nigeria    | 3:0 |
| Australien  | – | Schottland | 3:0 |
| Australien  | – | Schweden   | 3:0 |

| Irland     | – | Nigeria     | 3:0 |
| Schottland | – | Niederlande | 3:0 |
| Simbabwe   | – | Schweden    | 2:1 |
| Irland     | – | Niederlande | 3:0 |
| Australien | – | Nigeria     | 3:0 |
| Schottland | – | Nigeria     | 3:0 |
| Irland     | – | Simbabwe    | 3:0 |

| Australien | – | Niederlande | 3:0 |
| Simbabwe   | – | Niederlande | 2:1 |
| Schweden   | – | Nigeria     | 3:0 |
| Schottland | – | Irland      | 2:1 |
| Australien | – | Irland      | 3:0 |
| Schweden   | – | Niederlande | 3:0 |
| Schottland | – | Simbabwe    | 3:0 |

### Finalrunde

#### Spiel um Platz 13
| Deutschland | – | Nigeria | 3:0 |

#### Spiel um Platz 11
| Vereinigte Staaten | – | Niederlande | 2:1 |

#### Spiel um Platz 9
| Kenia | – | Schweden | 0:2 |

#### Spiel um Platz 7
| Kanada | – | Simbabwe | 3:0 |

#### Spiel um Platz 5
| Wales | – | Irland | 1:2 |

#### Spiel um Platz 3
| Neuseeland | – | Schottland | 3:0 |

#### Finale
| Australien                                                     | Finale | England                                  |
| -------------------------------------------------------------- | --- | ---------------------------------------- |
| Team Rhonda Thorne Vicki Hoffman Barbara Oldfield Rae Anderson | Datum: 2. November 1981 Ort: Toronto \| Rhonda Thorne \| 9:1, 9:6, 9:0 \| Angela Smith \| \| Vicki Hoffman \| 9:5, 9:7, 9:6 \| Lisa Opie \| \| Barbara Oldfield \| 8:10, 9:3, 9:4, 7:9, 9:10 \| Sue Cogswell \| Resultat: 2:1 | Team Angela Smith Lisa Opie Sue Cogswell |
| Rhonda Thorne                                                  | 9:1, 9:6, 9:0 | Angela Smith                             |
| Vicki Hoffman                                                  | 9:5, 9:7, 9:6 | Lisa Opie                                |
| Barbara Oldfield                                               | 8:10, 9:3, 9:4, 7:9, 9:10 | Sue Cogswell                             |

## Abschlussplatzierungen
| Rang | Mannschaft |
| 01.  | Australien |
| 02.  | England    |
| 03.  | Neuseeland |
| 04.  | Schottland |
| 05.  | Irland     |
| 06.  | Wales      |
| 07.  | Kanada     |
| 08.  | Simbabwe   |

| Rang | Mannschaft         |
| 09.  | Schweden           |
| 10.  | Kenia              |
| 11.  | Vereinigte Staaten |
| 12.  | Niederlande        |
| 13.  | BR Deutschland     |
| 14.  | Nigeria            |